# Bastion Gräsgård
Bastion Gräsgård är ruinerna av det ursprungliga Uppsala slott, även ibland kallade Sturevalven. Det började byggas 1549 som en befästning av Gustav Vasa och hans söner. Befästningen var den första i sitt slag i Norden och är numera museum.
År 1567 var de första boningsdelarna i anslutning till bastion Gräsgård klara och bestod bland annat av två kungsvåningar inklusive ett runt torn. I maj samma år inträffade de omskrivna Sturemorden någonstans i dessa delar, ofta benämner man dem för ”fängelsehålorna”. Det är dock inte fastställt att det ska ha funnits fängelsehålor inne på Uppsala slott vid den här tiden.
Under de följande åren byggdes Uppsala slott ut vid ett flertal tillfällen av både Erik XIV och Johan III. Arkitekter var bland andra Henrik von Cöllen, Påvel Schütz, Franciscus Pahr, samt byggmästaren och stuckatören Antonius Watz som arbetade på slottet fram till sin död 1603. Kungsvåningarna blev rikt utsmyckade med stuckatur och hade golv i vackra svart-vit-röda mönster.
Ovanpå bastionen anlades en trädgård, en ”gräsgård” med gräsplan, blomsterrabatter och även träd. Kungafamiljen hade direkt tillträde till Gräsgården när de besökte Uppsala slott och vistades i kungsvåningen.
År 1702 drabbades Uppsala av en stor stadsbrand där även slottet skadades. Vid denna tid var Uppsala slott enligt bevarade ritningar ett ståtligt, vitt renässansslott. Delar av huvudbyggnaden, det så kallade tvärslottet, revs för att få material till andra byggen, bland annat Stockholms slott.
Vid återuppbyggnaden 1744, på uppdrag av arvprins Adolf Fredrik och ledd av arkitekten Carl Hårleman, lät man dessa delar ligga i ruiner. Ruinerna bildade så småningom den mytomspunna ”Gröna Kullen” som förknippades med mystiska gångar och källarvalv.
1941 påbörjades utgrävningar och byggnadshistoriska undersökningar av dåvarande landsantikvarien Nils Sundqvist.
Efter utgrävningarna restaurerades de ursprungliga delarna efterhand. Det sydvästra tornet, ovanpå bastionen, hade en kraftigt profilerad sockel och därutöver kvaderrustik i tegel och stuck samt djupa nischer vid fönstren. Troligen fick tornet sin utformning 1580 – 1603.
Vid restaureringen under 1900-talets andra hälft återuppbyggdes vissa av delar av tornet och övriga delar med tegel och puts för att efterlikna ursprunget och för att göra det möjligt att skydda ruinerna med ett tak.
Under slutet av 80-talet initierade Uppsala kommun och dåvarande Uppsala Tourism ett museum i ruinerna för att berätta slottets ursprungshistoria. Museet öppnade 1990 under namnet Vasavinjetter och innehöll bland annat ett stort antal mycket naturtrogna dockor i naturlig storlek, klädda i tidstypiska kläder av vadmal, sammet och taft. De visade i olika scener i ruinen en dag under Erik XIVs regeringstid. Museet var enbart öppet sommartid, eftersom ruinerna inte var isolerade och uppvärmda. Så småningom övertogs driften av Uppsala konstmuseum som sedan 1995 huserade i slottets södra flygel.
Under 2003 beslöt Uppsala kommun att avsäga sig driften och istället lägga ut den på en privat aktör. Fyra personer anmälde intresse och bildade gemensamt föreningen Vasaborgen kultur och upplevelser. Föreningen utökade visningsverksamheten med bland annat spökvandringar och vigslar i Tornrummet. Föreningen drev museet under fyra år, men överlät sedan verksamheten på Mia Ulin som sedan 2008 drivit verksamheten i egen regi.

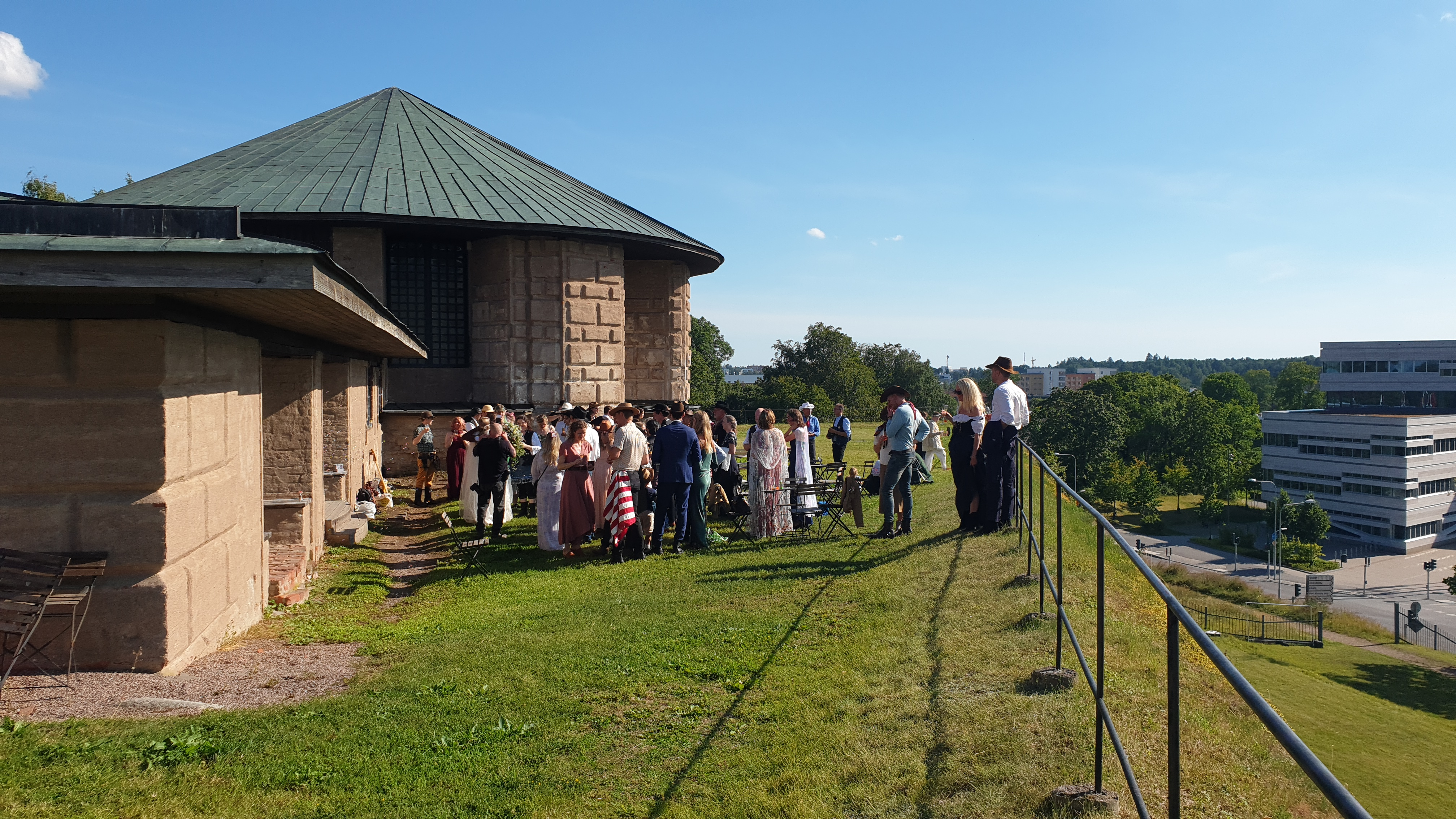
Ovanpå bastionen finns en stor trädgård, Gräsgården, som tidigare var kungafamiljens privata trädgård då de besökte slottet. Här fanns tidigare rabatter och träd planterade. Till vänster ses resterna av kungsvåningarna och tornet.

Bastion Gräsgård förvaltas tillsammans med Uppsala slott av Statens fastighetsverk och är statligt byggnadsminne.